# 科爾日夫齊
49°17′23″N 27°15′11″E / 49.28972°N 27.25306°E

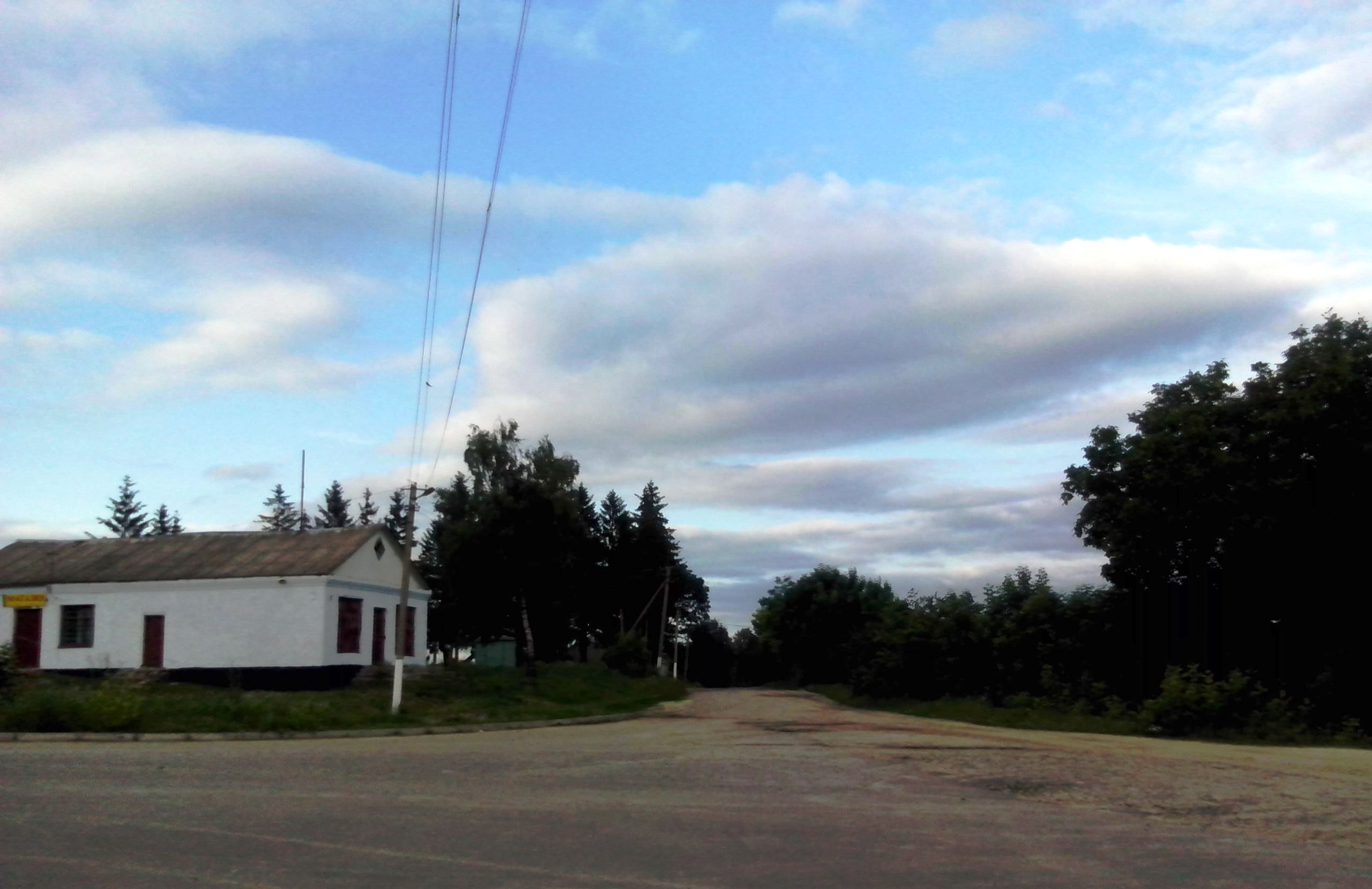

科爾日夫齊（烏克蘭語：Коржівці）是位於烏克蘭西部的村莊，由赫梅利尼茨基州裡赫梅利尼茨基區的德拉日尼亞市鎮負責管轄。該村始建於1565年，面積2.62平方公里，海拔高度323米，2001年人口570，人口密度每平方公里217.4人。